# Ə̏
Cette page contient des caractères spéciaux ou non latins. S’ils s’affichent mal (▯, ?, etc.), consultez la page d’aide Unicode.
Ə̏ (minuscule : ə̏), appelé schwa double accent grave, est un graphème utilisé dans la transcription de certaines langues comme le yulu et la notation de phonologie de poésie du slovène[réf. nécessaire]. Il s'agit de la lettre schwa diacritée d'un double accent grave.

## Utilisation
En yulu, le schwa double accent grave est utilisé dans certains ouvrages linguistiques pour représenter un voyelle moyenne centrale avec un ton infra-bas.
En slovène, le schwa et le double accent aigu sont utilisés dans la notation de certains ouvrages lexicaux ou de poésie, par exemple dans la notation de certaines prononciations de nešké dans le dictionnaire Slovar slovenskega knjižnega jezika (SSKJ).

## Représentations informatiques
Le schwa double accent grave peut être représenté avec les caractères Unicode suivants :
- décomposé (latin de base, diacritiques) :

| formes    | représentations | chaînes de caractères | points de code | descriptions                                                  |
| --------- | --------------- | --------------------- | -------------- | ------------------------------------------------------------- |
| capitale  | Ə̏               | Ə◌̏                    | U+018F U+030F  | lettre majuscule latine schwa diacritique double accent grave |
| minuscule | ə̏               | ə◌̏                    | U+0259 U+030F  | lettre minuscule latine schwa diacritique double accent grave |